# Edificio Peris
El Edificio Peris está ubicado en la calle Círilo Amorós número 74 de la ciudad de Valencia (España). Se trata de un edificio residencial que data del año 1913, obra del arquitecto Carlos Carbonell Pañella.

## Edificio
El edificio fue ejecutado por el arquitecto catalán afincado en Valencia, Carlos Carbonell Pañella en 1913. De estilo modernista valenciano, tiene influencias tanto del art nouveau europeo como de la corriente modernista austriaca Sezession, destacando su profusa ornamentación floral.
Consta de planta baja, cuatro alturas y ático. Destacan en la segunda planta (en la época llamado piso principal) los dos miradores acristalados con columnas a izquierda y derecha y el cuidado trabajo de herrería. En la tercera y cuarta altura llaman la atención los balcones de hierro forjado de forma curva, típicamente modernistas y el mirador central del ático, acristalado y rematado por dos columnas. Es remarcable el remate del edificio en forma curva con abundante decoración vegetal.